# El Realengo (Játiva)
El Pinar de los Frailes (Pinar dels Frares) (también conocido como El Realengo) es un enclave de 4,87 km² del término municipal de Játiva Valencia) en la Ribera Alta, reminiscencia del antiguo término medieval. Está situado entre los términos de Carcagente (N), Simat de Valldigna (E), San Juan de Énova (O) y Rafelguaraf (S). Tiene su origen en una donación de Jaime I a los dominicos.
Actualmente viven una treintena de personas y está dedicado a la agricultura. Incluye también en su interior un caserío despoblado denominado El Realenc o Casa dels Frares. Aunque se trata de un pequeño término, el Realengo da nombre a una finca de 30.000 hanegadas situada entre los términos de los municipios colindantes, y que es la mayor finca agrícola del Comunidad Valenciana.